# إليزابيث ماكلين
إليزابيث ماكلين (بالإنجليزية: Elizabeth Macklin)‏ (1952، بكبسي في الولايات المتحدة)؛ كاتِبة وشاعرة أمريكية. درست في جامعة كمبلوتنسي بمدريد.

## الجوائز
- زمالة غوغنهايم